# Rebekah Del Rio
Rebekah Del Rio (San Diego, 10 luglio 1967 – Los Angeles, 23 giugno 2025) è stata una cantautrice statunitense.

## Biografia
Ha raggiunto la notorietà nel 2001, quando il regista David Lynch le chiese di comparire in una sequenza del film Mulholland Drive. Per l'occasione ha eseguito Llorando, reinterpretazione in lingua spagnola del brano Crying di Roy Orbison. Descritta dal San Diego Union-Tribune come una delle dieci migliori cantanti della contea, ha preso parte alle colonne sonore di numerose pellicole, come Sin City, Streets of Legend, Man on Fire - Il fuoco della vendetta e Mia Sarah.
Oltre a Mulholland Drive, è comparsa nel film del 2006 Southland Tales - Così finisce il mondo, del regista Richard Kelly, interpretando l'inno americano The Star-Spangled Banner. Ha inoltre sostituito Laura Harring nelle vesti di Jane per il terzo episodio della serie televisiva Rabbits, diretta da David Lynch nel 2002. È morta il 23 giugno 2025 a causa di un tumore.

## Discografia

### Album in studio
- 1994 – Nobody's Angel
- 2003 – All My Life
- 2011 – Love Hurts Love Heals

### Singoli
- 2001 – Llorando
- 2017 – No Stars
- 2019 – Don't Give Up (con Puddles Pity Party)
- 2020 – Before We Say Goodbye/I Just Want You to Be Loved
- 2020 – Hallelujah
- 2021 – Adios